# جزم أحمر الغطاء
جزم أحمر الغطاء (الاسم العلمي: Carpodacus rhodochlamys) (بالإنجليزية: Red-mantled Rosefinch)‏ هو نوع من الطيور يتبع جنس الجزم من فصيلة الشرشوريات.